# نورم بريفوجل
نورم بريفوجل (27 فبراير 1960 - 24 سبتمبر 2018) هو كاتب رسوم هزلي أمريكي أشتهر بابتكاره لشخصيات مثل أناركي وفيكتور زاش.